# Кунгурський район
Кунгу́рський райо́н (рос. Кунгурский район) — адміністративно-територіальна одиниця (муніципальний район) в складі Пермського краю Росії. Адміністративний центр — місто Кунгур.

## Топонім
Назва район походить від районного центру міста Кунгур, яке було засноване на річці Кунгурка, що впадає у річку Ірень. Назва «кунгур» походить від тюркського «ункур» або «унгур» — печера, щілину в скелях.

## Географія

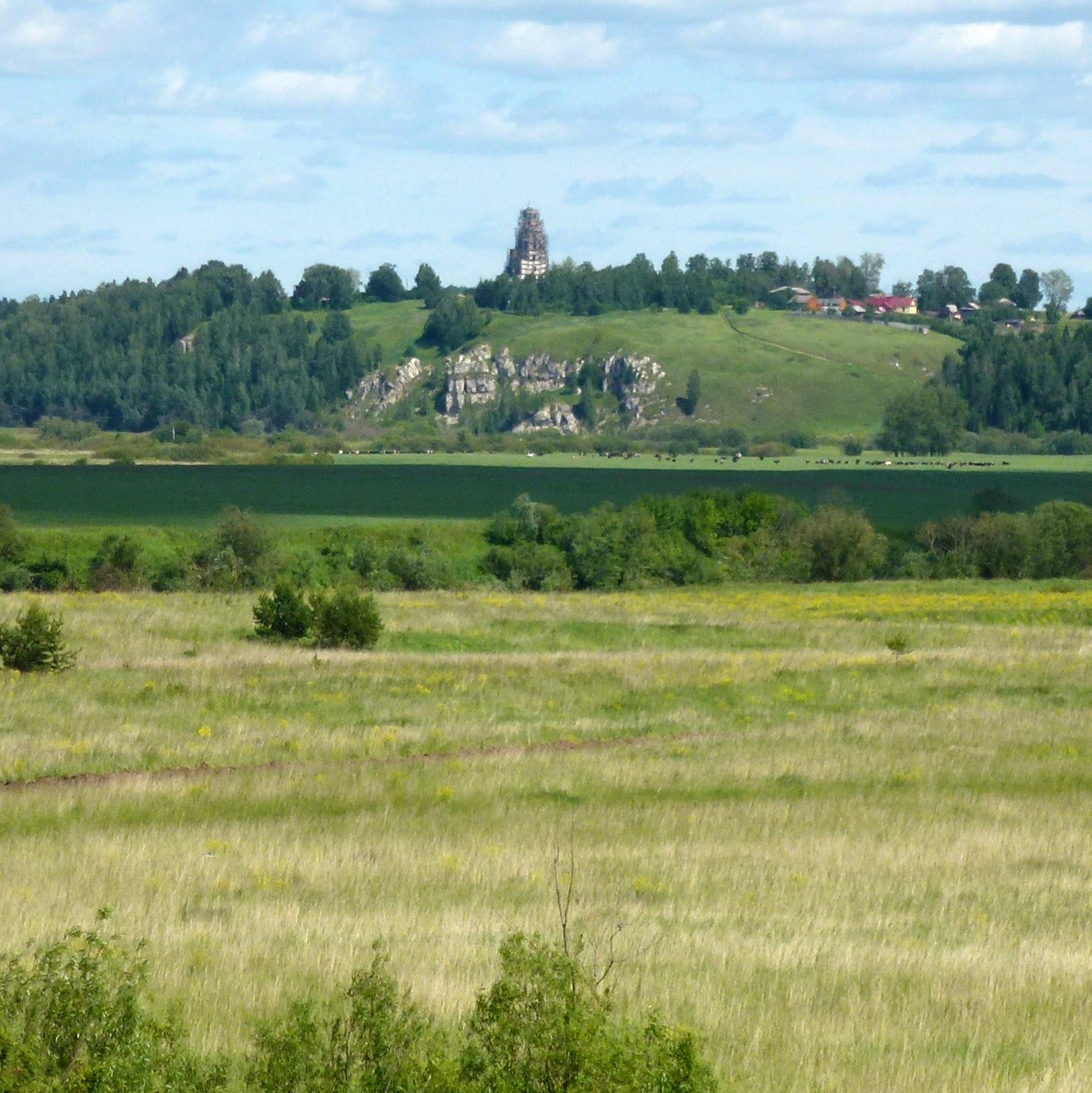
Село Каширине.

Район розташований у південно-східній частині Пермського краю, на півночі Кунгурського лісостепу, в басейні річки Силва та її приток, найбільші з яких — Ірень, Турка, Шаква і Бабка. Для району характерні численні озера, зустрічаються і карстові озера. 
Відстань до крайового центру міста Перм — 91 км.  Найбільша протяжність району — 130 км. Протяжність з півночі на південь — 80 км, зі сходу на захід — 60 км. 
Площа району складає 4391 км², 2,7% всієї площі Пермського краю. Є родовища будівельного каменю, нафти, газу, торфу. 
Межує на півночі з Чусовським та Лисьвенським, на півдні з Ординським, Бардимським, Уінським та Осинський районами, на заході з Пермським муніципальним районом, на сході з Суксунським, Кишертським та Березовським районами.
На території району є понад 30 унікальних природних об'єктів та пам'яток. Серед яких: гіпсові скелі Крижана, Спаська, Підкамінська, заказник «Передуралля», Кунгурська крижана печера, Велика Мечкінська та Зуятська печери; Єрмак-камінь, Стас-камінь, історико-природний комплекс Спаська гора.
На території Кунгурського району є південна ялицево-ялинова тайга, хвойно-широколистяні ліси та сосново-березовий лісостеп. 

## Клімат
Район знаходиться в зоні помірно-континентального клімату, з тривалими зимами, нестійкою весною, помірно-теплим літом та прохолодною осінню.

## Історія
Кунгурський район утворений 27 лютого 1924 року Президією Уральського облвиконкому. До складу Пермської області район включений у 1938 році.

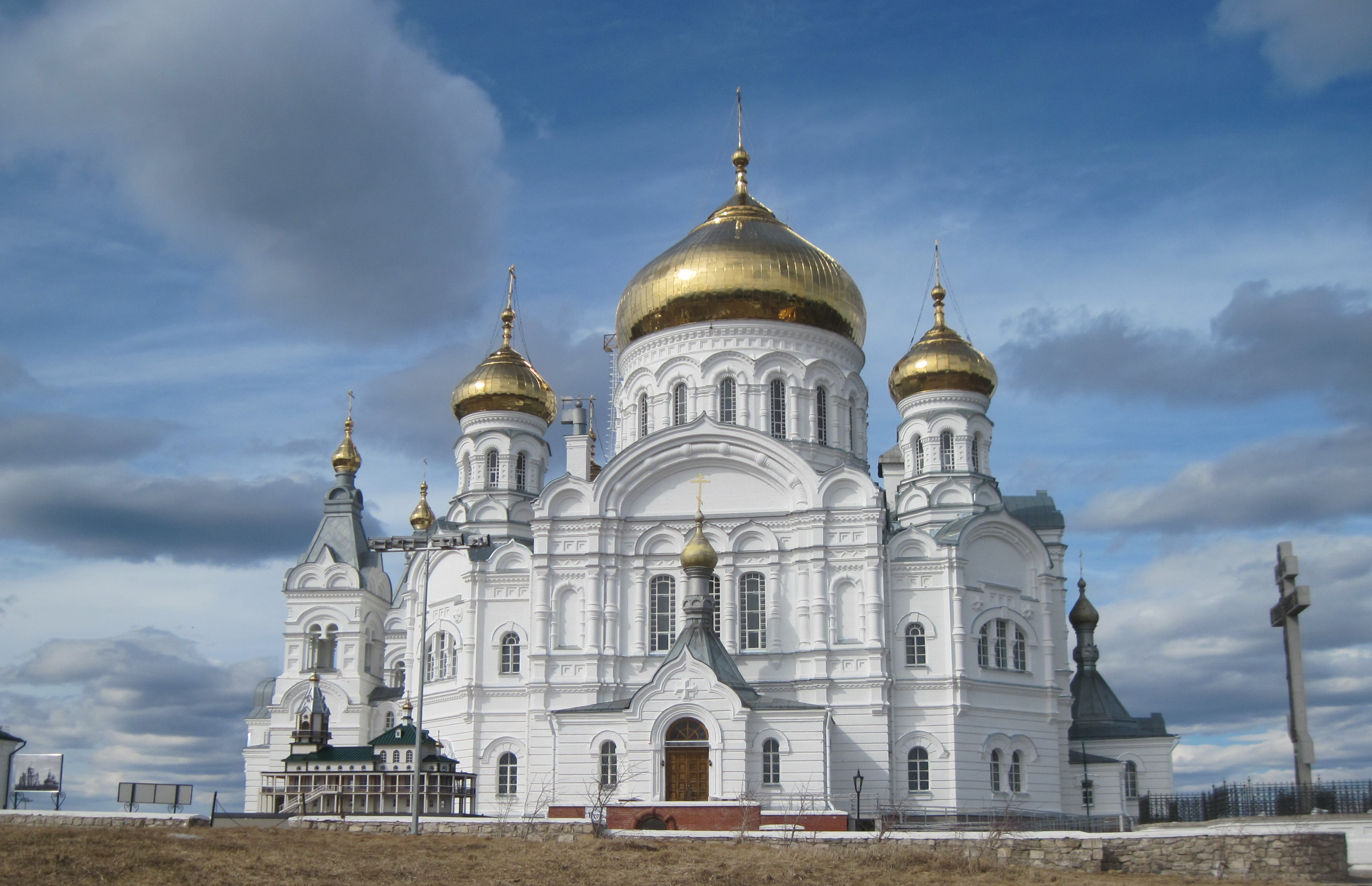
Хрестовоздвиженський собор Білогірського Миколаївського монастиря

5 серпня 1955 року Кунгурський район був ліквідований, його територія увійшла до складу Кунгурської міськради як приміська зона міста Кунгур. 
4 листопада 1959 року було знову створено Кунгурський район, в якому тоді налічувалося 32 сільських ради. 

## Герб та прапор
26 лютого 1999 року Земськими зборами було затверджено герб Кунгурського району, який фактично є символікою Кунгурського повіту. 25 грудень 2008 рішенням Земського зборів Кунгурского муніципального району були затверджені новий герб та прапор Кунгурского муніципального району.

## Населення
| 2000   | 2002     | 2005     | 2006     | 2007     | 2008     | 2009     | 2010     | 2011     | 2012     | 2013     | 2014     | 2015     | 2016     | 2017     |
| 47 536 | ↘ 46 332 | ↗ 46 567 | ↘ 46 500 | ↘ 46 300 | ↗ 46 370 | ↗ 46 469 | ↘ 42 450 | ↘ 42 447 | ↗ 42 998 | ↗ 43 096 | ↘ 43 088 | ↘ 42 619 | ↘ 42 561 | ↘ 42 135 |

Національний склад
Корінним населенням території сучасного Кунгурського району є комі-пермяки, марійці, ханти і мансі, пізніше на цих землях почали селилися кунгурські татари. Нині ж, внаслідок асиміляції та колонізації, більшість населення району складають росіяни — 88%, та татари — 9%, інші корінні національності становлять близько 3%.

## Муніципально-територіальний устрій
У Кунгурськом районі 240 населених пунктів у складі 19 сільських поселень.

## Економіка
У структурі промисловості Кунгурського району провідне місце займають підприємства галузі будівельних матеріалів, що займаються видобутком вапнякових, гіпсових матеріалів та виробництвом виробів з них, а також бетонних і залізобетонних виробів.
В районі зареєстровано 21 сільськогосподарських підприємств різних форм власності та 37 селянсько-фермерських господарств.
Основні напрямки в сільському господарстві це молочне та м'ясне тваринництво, рослинництво. Питома вага тваринництва у загальному обсязі реалізації сільськогосподарської продукції становить 85%. Серед сільських районів Пермського краю, за обсягами виробництва зерна, молока та яйця, район займає перше місце та друге з виробництва м'яса.